# Cosa voglio di più
Cosa voglio di più è un film del 2010 diretto da Silvio Soldini. Il film è uscito nelle sale italiane il 30 aprile 2010.

## Trama
Anna è una giovane donna che lavora in una compagnia di assicurazioni e ha una relazione con Alessio: il loro rapporto è sereno ed equilibrato e stanno anche pensando di avere un figlio. Il caso la fa incontrare con Domenico, calabrese da tempo trapiantato a Milano, sposato con due figli che lavora in una cooperativa di catering. Tra i due nasce subito un'appassionata relazione, ma le rispettive situazioni personali sono di ostacolo alla loro unione.

## Riconoscimenti
- 2010 - Ciak d'oro
  - Migliore attrice protagonista a Alba Rohrwacher[1]
- 2010 - Festival du Film de Cabourg
  - Grand Prix a Silvio Soldini
- 2010 - Globi d'oro
  - Candidatura per Miglior film a Fabio Cianchetti
  - Candidatura per Miglior regista a Silvio Soldini
  - Candidatura per Miglior sceneggiatura a Doriana Leondeff, Angelo Carbone e Silvio Soldini
  - Candidatura per Miglior attore a Pierfrancesco Favino
  - Candidatura per Miglior attrice a Alba Rohrwacher
- 2010 - Nastro d'argento
  - Candidatura per Migliore attrice protagonista a Alba Rohrwacher